# Arja Peters
Arja Peters, pseudoniem van Chinny van Erven (Smilde, 10 januari 1925 – Apeldoorn, 7 juni 1996), was een Nederlandse schrijfster. Ze werd vooral bekend door de jeugdboekenserie De olijke tweeling. Ze schreef ook onder haar eigen naam en onder het pseudoniem Chinny Erling.

## Biografie
Peters werd geboren als dochter van een onderwijzer. Ze volgde na de middelbare school een tweejarige opleiding aan de Middelbare Landbouw- en Huishoudschool in Deventer, en trouwde daarna in 1946 met een leraar Franse taal- en letterkunde. Samen met haar gezin ging ze daarna in Apeldoorn wonen.
Kort na haar huwelijk begon ze aan haar eerste roman, met als titel Herthe. In 1958, toen ze inmiddels twee zoons had, begon ze te schrijven aan de meisjesboekenserie De olijke tweeling. De reeks over de tweeling Ellis en Thelma Bongers was een groot succes en zou uiteindelijk 26 delen kennen. Tot 1995 waren er zo'n 2,2 miljoen boeken van verkocht. Naast deze serie schreef Peters ook de vijfdelige serie Vicky, en een aantal andere kinderboeken, en detectives. Ten slotte was zij actief als journaliste bij het Apeldoorns Stadsblad.
Op 7 juni 1996 overleed Peters op 71-jarige leeftijd in Apeldoorn.
- Digitale Bibliotheek voor de Nederlandse Letteren: pete080
- International Standard Name Identifier: 0000 0003 8992 3452
- Nederlandse Thesaurus van Auteursnamen: 070568987
- Virtual International Authority File: 283436761
- WorldCat: E39PBJdCqWXr3CHvckKHPqFkDq